# Exochus montivagus
Exochus montivagus là một loài tò vò trong họ Ichneumonidae.